# Franz von Soden (Historiker)

Franz Freiherr von Soden

Freiherr Franz Ludwig Karl Julius von Soden (* 12. August 1790 in Kitzingen; † 17. Oktober 1869 in Nürnberg) war ein deutscher Oberstleutnant und Nürnberger Historiker sowie Ritter der Ehrenlegion.

## Herkunft
Seine Eltern waren Johann Karl August von Soden (* 31. März 1756; † 26. Januar 1811) und dessen Ehefrau Freiin Sophie Susanne Charlotte, geborene Drechsel auf Deuffstetten (* 28. August 1755).

## Leben
In den Jahren 1804 bis 1808 besuchte Soden die Gymnasien zu Nürnberg, Ansbach und Würzburg und trat, nach halbjährigem Studium der Medizin an der Universität Altdorf, 1811 in fürstlich Sondershausen’sche Militärdienste. 1812 bis 1815 machte er die Feldzüge nach Russland, in die Niederlande und nach Frankreich mit. Ende 1815 wurde er zum Hauptmann ernannt. Nachdem Soden 1825 in einem Duell den rechten Arm verloren hatte, siedelte er nach Nürnberg über. Dort heiratete er 1828 Karoline Jakobine von Scheurl, die Tochter des Assessors am Stadtgericht Johann Christian Wilhelm von Scheurl auf Vorra. 1835 erhielt er den Charakter als Major, 1863 den als Oberstleutnant. Seit seinem Aufenthalt in Nürnberg beschäftigte er sich mit Ausdauer und Erfolg mit der Geschichte dieser Stadt.
Er hatte Zugriff auf das Familienarchiv der Familie Scheurl, unter deren Vorfahren sich auch der Humanist Christoph Scheurl befand.

## Werke
- Memoiren aus russischer Kriegsgefangenschaft von zwey deutschen Offizieren. 1831.

Band 1
Band 2
- Historisch-topographische Beschreibung der uralten Kapelle zu Altenfurth bei Nürnberg. 1834. Digitalisat
- Christoph Scheurl II. und sein Wohnhaus zu Nürnberg. 1837. Digitalisat
- Geschichte des ehemaligen Weilers Affalterbach. 1841. Digitalisat
- Der Sturm auf Velden. 1844. Digitalisat
- Beiträge zur Geschichte der Reformation und der Sitten jener Zeit. 1855. Digitalisat
- Die Kriegszüge der Nürnberger nach Lichtenberg und Ungarn. 1857. Digitalisat
- Kaiser Karl V. in Nürnberg. 1858. Digitalisat
- Kaiser Maximilian II. in Nürnberg. 1866. Digitalisat
- Kriegs- und Sittengeschichte der Reichsstadt Nürnberg. 1860–1862

Von 1590 bis 1619
Von 1620 bis 1628
Von 1629 bis 1631
- Christoph Scheurl: Briefbuch: ein Beitrag zur Geschichte der Reformation. 1867. Band 1
- Gustav Adolph und sein Heer in Süddeutschland von 1631 bis 1635. 1869. Digitalisat